# Зимарі (селище)
Зимарі́ (рос. Зимари) — селище у складі Калманського району Алтайського краю, Росія. Входить до складу Зимарівської сільської ради.

## Населення
Населення — 12 осіб (2010; 19 у 2002).
Національний склад (станом на 2002 рік):
- росіяни — 95 %